# Ртищев, Тимофей Григорьевич
Тимофей Григорьевич Ртищев (ум. 1709) — русский военный и государственный деятель, стольник и полковой воевода, третий сын постельничего и думного дворянина Григория Ивановича Ртищева.

## Биография
В 1651 году Тимофей Григорьевич Ртищев в чине «царицына стольника» начал службу при царском дворе. В 1654—1656 годах участвовал в царских походах на Смоленск, Вильно и Ригу.
В июне 1659 года Тимофей Ртищев, служа в полку боярина князя Алексея Никитича Трубецкого, участвовал в неудачной битве под Конотопом с казацко-татарской армией. В 1660 году служил в полку боярина Василия Борисовича Шереметева в Киеве. В 1661 году Тимофей Григорьевич Ртищев был пожалован в царские стольники.
В 1668—1669 годах, находясь в полку князя Григория Куракина, Тимофей Григорьевич Ртищев участвовал в походах против запорожцев. В 1671 году служил в большом полку князя Юрия Алексеевича Долгорукова и принимал участие в подавлении разинского восстания. В 1678 году Тимофей Ртищев под командованием князя Григория Григорьевича Ромодановского участвовал в походе на Чигирин. В 1680 году Т. Г. Ртищев служил в полку князя Василия Васильевича Голицына в Путивле.
В промежутках между военными походами Тимофей Григорьевич Ртищев часто бывал в Москве, где не раз бывал стольником при торжественных приёмах. 8 мая 1660 года присутствовал на обеде в честь грузинского царевича Николая Давыдовича, 19 февраля 1664 года — при приёме английского посла «князя Чарлуса Говорта», 12 ноября 1671 года присутствовал на обеде в честь польских послов. 1 сентября 1674 года Тимофей Ртищев был стольником в день объявления совершеннолетия царевича Фёдора Алексеевича.
В январе 1670 года Тимофей Григорьевич Ртищев «дневал и ночевал» при гробе царевича Алексея Алексеевича. В январе 1676 года вместе со своим отцом и братом Лукой присутствовал на похоронах царя Алексея Михайловича. 30 января Т. Г. Ртищев вместе с другими стольниками нёс царский гроб в Архангельский собор.
При царе Фёдоре Алексеевиче Тимофей Григорьевич Ртищев иногда сопровождал царя в его «походах» в подмосковные села. В 1681 году Т. Г. Ртищев был назначен первым воеводой в Тюмень, где пробыл два года. В 1683 году по царскому указу Тимофей Григорьевич Ртищев был назначен вторым воеводой в той же самой Тюмени, став товарищем (заместителем) Никифора Ивановича Колобова. Во время своего нахождения на тюменском воеводстве стольник Тимофей Григорьевич Ртищев поссорился с тобольским и сибирским митрополитом Павлом. В 1685 году тюменский воевода Т. Г. Ртищев был «иман с Тюмени и отсылан головою же ко архиерею; и велено его в тюрьму ж садить; и он прхиерея умолил, и простил его архиерей, а в тюрьму не сажен по умолению боярскому», то есть нового тобольского воеводы боярина князя П. С. Прозоровского. После возвращения в Москву Тимофей Григорьевич Ртищев больше не получил никаких ответственных назначений. В 1686 году Т. Г. Ртищев из-за болезни ног был освобожден от участия в крымском походе князя В. В. Голицына, заплатив по два рубля с каждого из принадлежавших ему 147 крестьянских дворов.
15 августа 1692 года Тимофей Григорьевич Ртищев был уволен в отставку с военной службы по старости. При царе Петре Алексеевиче стольник Т. Г. Ртищев выполнял различные поручения правительства. В 1696 году был послан в Мирополье, чтобы там принять солдат, и доставить их в Валуйки. В 1703 году Тимофею Ртищеву было приказано ежегодно жить три месяца в Москве для посылок из разрядного приказа. В 1708 году Тимофей Ртищев приехал в Москву и встречался с Василием Дмитриевичем Корчминым. В 1709 году Тимофей Григорьевич Ртищев скончался.

## Семья
Тимофей Григорьевич Ртищев был женат на Евдокии Тимофеевне Клокачевой, дочери дворянина московского Тимофея Дмитриевича Клокачева, от брака с которой не имел потомства. После бездетного смерти Тимофея Ртищева его владения унаследовали племянники Даниил и Илья Максимовичи Ртищевы.